# Liste der Monuments historiques in Lormont
Die Liste der Monuments historiques in Lormont führt die Monuments historiques in der französischen Gemeinde Lormont auf.

## Liste der Bauwerke
| Bezeichnung                  | Beschreibung | Standort | Kennzeichnung | Schutzstatus | Datum | Bild           |
| ---------------------------- | ------------ | -------- | ------------- | ------------ | ----- | -------------- |
| Schloss Lormont              |              | (Lage)   | PA00083903    | Inscrit      | 1991  | weitere Bilder |
| Kirche Saint-Esprit          |              | (Lage)   | PA33000036    | Inscrit      | 2000  |                |
| Kirche St-Martin             |              | (Lage)   | PA00083603    | Inscrit      | 1925  | weitere Bilder |
| Einsiedelei Sainte-Catherine |              | (Lage)   | PA00083604    | Inscrit      | 1987  | weitere Bilder |

## Liste der Objekte
| Bezeichnung                | Beschreibung                       | Standort                       | Kennzeichnung | Schutzstatus | Datum | Bild |
| -------------------------- | ---------------------------------- | ------------------------------ | ------------- | ------------ | ----- | ---- |
| Gedenktafel                | Stein, 1451                        | in der Kirche St-Martin (Lage) | PM33000583    | Classé       | 1912  |      |
| Zwei Weihwasserbecken      | Marmor, Mitte des 18. Jahrhunderts | in der Kirche St-Martin (Lage) | PM33002094    | Inscrit      | 2012  |      |
| Relief Anbetung der Könige | Alabaster, 15. Jahrhundert         | in der Kirche St-Martin (Lage) | PM33000582    | Classé       | 1908  |      |